# 新井卓
新井卓（あらい たかし、1978年 - ）は神奈川県川崎市生まれ、ベルリン在住の日本の美術家、写真家、映画監督。
写真黎明期の技法・ダゲレオタイプ（銀板写真）を独自に習得し国内外で作品を制作・発表するほか、近年は映画制作、執筆、共同研究ほか学際的活動を展開。2014年に英国Source-Code Prize、2016年に第41回木村伊兵衛写真賞および日本写真協会賞新人賞、神奈川文化賞未来賞を続けて受賞した。2018年、映像詩『オシラ鏡』で第72回サレルノ国際映画祭短編映画部門最高賞。
作品はスミソニアン博物館、ギメ東洋美術館、サンフランシスコ近代美術館、ボストン美術館、東京国立近代美術館、東京都写真美術館ほかに収蔵されている。
著書に『百の太陽／百の鏡 写真と記憶の汀』（岩波書店）、『MONUMENTS』（PGI）、『ドイツ丘の上の小さなハカセクラース』（偕成社）、『フィールド科学の入口災害とアートを探る』（共著、玉川大学出版部）などがある。 

## 来歴
- 1978年 神奈川県川崎市生まれ
- 2001年 国際基督教大学中退
- 2004年 東京綜合写真専門学校卒
- 2014年 Source-Code Prize（現 Solas Prize）受賞
- 2016年 日本写真協会賞新人賞受賞
- 2016年 写真集『MONUMENTS』で第41回木村伊兵衛写真賞受賞
- 2016年 第65回神奈川文化賞未来賞受賞
- 2017年 第66回横浜文化賞文化・芸術奨励賞受賞
- 2017年 第46回 川崎市文化賞アゼリア輝賞
- 2018年 第72回サレルノ国際映画祭 短編部門最高賞
- 2019年 遠野市教育文化振興財団 教育文化特別賞

## 展覧会
- 2024年 「REFLECTION – 11/03/11」Les Rencontres d'Arles（アルル国際写真祭）、アルル
- 2024年 「Tono: Forests Afar」Purdy Hicks Gallery、ロンドン
- 2023年 「日日（にちにち）の鏡/Quotidian Mirrors」PGI、東京
- 2023年 「誰かのシステムがめぐる時」TOKAS Hongo、東京
- 2023年 「Squaring the Circles of Confusion: Neo-Pictorialism in the 21st century」スカボロー美術館, スカボロー
- 2023年 「Picturing Invisible: Earthquake, Meltdown, Memory」Heong Gallery、ケンブリッジ大学
- 2023年 「Prix Pictet Japan Award: Fire and Water」東京都写真美術館、東京
- 2022年 「Squaring the Circles of Confusion: Neo-Pictorialism in the 21st century」王立写真協会、ブリストル
- 2021年 「The world began without the human race and it will end without it」、国立台湾美術館, 台北
- 2020年 「AFTERGLOW - 光の破片をつかまえる／ヨコハマトリエンナーレ2020」横浜美術館、横浜
- 2020年 「1000 Days / 1000 Mirrors」Purdy Hicks Gallery、ロンドン
- 2019年 「Imago/イマーゴー」PGI、東京
- 2019年 「Tomorrow’s History」カールスルーエ州立美術館、ドイツ
- 2019年 「Feel the Sun in Your Mouth」ハーシュホーン博物館と彫刻の庭, ワシントンDC
- 2019年 「VOCA展」上野の森美術館, 東京
- 2017年 「Cent Soleils」Galerie Camera Obscura、Mois de la Photo 2017、パリ
- 2017年 「横浜フォトアニュアル2017:Bright was the Morning / ある明るい朝に──新井卓展」横浜市民ギャラリーあざみ野、横浜
- 2017年 「The Power of Images: MAST Collection. An iconic selection of photographs on industry and work」MAST Foundation, ボローニャ
- 2015年 「In the Wake: Japanese Photographers Respond to 3/11」ボストン美術館
- 2014年 「EXPOSED IN A HUNDRED SUNS／百の太陽に灼かれて」Photo Gallery International、東京
- 2014年 「これからの写真」愛知県美術館、名古屋
- 2013年 「六本木クロッシング2013: アウト・オブ・ダウト」森美術館
- 2013年 「D-type Story」泰吉軒（Timeless Gallery）、北京
- 2013年 「百の太陽に灼かれて／EXPOSED IN A HUNDRED SUNS」尼崎市総合文化センター
- 2012年 「福島からひろがる視線2 MIRRORS HALF ASLEEP 新井卓銀板写真展」原爆の図丸木美術館
- 2012年 「写真の現在4 そのときの光、そのさきの風」東京国立近代美術館
- 2012年 「Here and There - 明日の島」ニコンサロン（銀座／大阪巡回）
- 2011年 「Dream of Images」 泰吉軒（Timeless Gallery）、北京
- 2011年 「夜々の鏡／Mirrors in Our Nights」川崎市市民ミュージアム
- 2011年 「光、礫、水」 - ダゲレオタイプ、拾得物、映像による<滝> 明治大学生田図書館 Gallery ZERO
- 2010年 「Immemorial Foreseeing - 遠い昔の予感」Fellini Gallery、上海
- 2009年 「Héritages de Daguerre」Association Louis Daguerre、ブリ市庁舎、フランス
- 2009年 「Flawless Lakes」Project Basho、フィラデルフィア
- 2006年 「鏡ごしのランデヴー／Rendezvous on Mirror」横浜美術館、横浜

## 講師・研究歴
- 2019年-現在　遠野文化研究センター研究員
- 2017年-2019年 国立民族学博物館館外研究員
- 2014年-2017年  和光大学芸術学科非常勤講師
- 2012年-2014年 日本写真芸術専門学校非常勤講師
- 2010年-2011年 東京綜合写真専門学校非常勤講師
- 2009年-2013年 京都造形芸術大学非常勤講師

## 文献
- 『百の太陽／百の鏡 写真と記憶の汀』（2023、岩波書店）[随筆集] ISBN 9784000245517
- 『フィールド科学の入口災害とアートを探る』（2020、共著、玉川大学出版部）ISBN 978-4-472-18209-9
- 「MONUMENTS」（2015、PGI）[写真集] ISBN 4990828615
- 「Here and There - 明日の島」（2012）[写真集]

## フィルモグラフィ
- 新井卓(2021), 『妣たちのくにへ：原爆の図 2021』（60min/カラー/DCP/ 5.1ch）,  原爆の図丸木美術館委嘱作品
- 新井卓(2018),『オシラ鏡』（20min/カラー/DCP/ 5.1ch）
- 新井卓(2014), 『49 PUMPKINS』（13min/カラー/MOV/ 2ch）, Artpace財団委嘱作品